# 鐘錶匠類比
鐘錶匠類比或鐘錶匠論述是為了闡述「神是存在的」的一種目的論表述。藉由這個類比，此論點陳述設計的存在意味著一位設計者的存在。此論點已成為自然神學和設計論中的重要角色，常被用來論述神的存在以及宇宙是智慧設計。它用以論述神的存在以及智能設計的存在。
最有名使用鐘錶匠類比的敘述是在1802年由威廉·佩利所提出。1838年，查爾斯·達爾文的自然選擇表述被用來當作反擊。在美國，1980年代初，演化的概念和天擇則變成了國家的辯論。

## 鐘錶匠論述
鐘錶匠類比將一些自然現象與手錶來做比較。典型地，這類比是以目的論為前奏。其通常是如此表述：
1. 一隻手錶內部的運作方式是複雜，故必然需要一位智慧設計者。
2. 如同一隻錶，某物（特定的器官或生物、星系的結構、生命、宇宙）因其複雜，故而必有一位設計者。

在這樣的表述中，第一步的鐘錶匠類比通常不是論述的假設，而是建立一個看似合理（不論合理與否）、近乎常識的前言：你可以通過觀察某物，判斷它是否經過仔細而智慧的設計。
在大部分論述的形式中，通常有一些特性，如喻含智慧設計者是存在的。在某些形式，則表示存在 秩序 或 複雜 （一種秩序的形式）等的特性。其它例子則是明顯出於某種目的而被設計出的。

## 威廉·派里
當走過荒原時，假設我踢到了一塊石頭時，接著問道：這石頭打哪兒來？我可能會回答：我沒辦法回答，它一直就在這兒。這個回答並不顯得奇怪。但假設我發現在地上有著一隻錶，然後問它為何在這。我很難認同前一個答案：就我所知，它一直在那。……必然是在某時某地，有一位或一群工匠們出於某種目的製造了它。他們了解它的架構，設計。……從手錶裡能找到的任何設計的跡象也都在自然中存在。不同的是，自然界的事物是更為複雜的。——威廉·派里，《自然神學》，1802。

## 批評
對於這個類比，主要有以下幾種反駁：
第一個是，事實上，複雜的事物不必然就表示有一位設計者的存在，而是可以由「無心」的自然程序（如無限猴子定理）來達到。第二個是，這個類比是有問題的。第三個是，鐘錶匠可以認為比一隻錶是更為複雜的有機體，並且如果複雜就可以證明智慧設計者的存在，那麼接下來的問題則是：誰設計了如此複雜的這麼一位設計者。

### 查爾斯·達爾文
查爾斯·達爾文的理論可用來解釋複雜事物的產生而又不需要一位設計者。
1831 年，查爾斯·達爾文（1809–1882）在劍橋大學學習神學時，讀到了派里的 自然神學 並且相信它給予了 神的存在 的相關證明。因為生物是很複雜的但又在環境中適應良好的。
接著，在小獵犬號的第二次航行中，達爾文發現，自然不總是那麼慈善的，且物種的分佈不支持神造的概念。在1838年，當他返航後，達爾文構思出了天擇理論。比起神造，更好的解釋應為許多世代的漸進改變。

### 理察·道金斯
道金斯也說明了複雜的事物未必要有一位設計者。
道金斯藉由電腦模擬展示了，「高度複雜」的系統可以由一系列非常簡單、隨機但又非天擇的步驟來產生，過程中並不需要一位設計者。
他更宣稱鐘錶匠類比根本是自相矛盾的：如果複雜的事物必然要有另一更複雜的角色來設計他們，那麼這位複雜的設計者（如神），必然又要有另一更複雜的事物來設計。
在他的《上帝錯覺》一書中，道金斯認為生命是複雜的生化程序的結果。他認為將生命與「幸運地產生一隻錶」做相比是錯誤的。因為演化論的支持者並不認為演化是「幸運的」。比起運氣, 人的演化過程是歷經數百萬年的天擇。他因此總結：在鐘錶匠這例子中，對於神這個角色，演化是其合理的角逐者。

### 曼德博類比
一種相似的反論則為曼德博類比。一些複雜的模式和行為（如碎形和混沌理論）是很自然地由簡單的系統而來。於是, 一件事物的複雜度不足以說明必有一位設計者存在。

### 有問題的類比
批評者則找出關於錶（或眼睛）的類比的問題。Richerson 和 Boyd 這兩位人類學者則反駁道：人類無法自己製造手錶，因此一隻手錶並無設計者。 Plato and a Platypus Walk Into a Bar 一書中認為沒有理由說明為何「比起由兩隻袋鼠而生下的袋鼠寶寶，宇宙和一隻錶會更相似」，而相同的問題可以套用在任何神上。此外，錶是由其它物質所製出，但宇宙是否如此則目前尚不清楚。

## 創造論復興
在二十世紀初美國，一些曾經成功阻止教授演化知識的聖經直譯主義者，彼此爭論著現代主義理論的高等批評（higher criticism）。在一九二零年代他們自稱創造論主義者。當一九六零年代，公立學校再教導演化知識時，他們採用他們稱作的 創造科學 ，但其中心概念使用類似派里的觀點。這些論點被稱作智能設計，同樣利用類比來對抗天擇演化，但未明確陳述"智能設計者" 就是神。這論點是幾個不同的角度來闡述生理機能的複雜：包含有不可化約的複雜性（知名的擁護者有 Michael Behe）和使用資訊理論觀念的特殊複雜性（知名的擁護者為 William A. Dembski）。

## 参見
- 目的論論證
- 不良设计的争论（英语：Argument from poor design）
- 霍伊尔谬误（英语：Hoyle's fallacy）